# マースク航空
マースク航空（英: Maersk Air）はかつてデンマークの大手海運会社A.P. モラー・マースクが傘下に置いていた航空会社である。1969年に創業、2005年にスターリング・ヨーロッパ航空と合併し、「スターリング航空」として再発足した。

## 保有機材

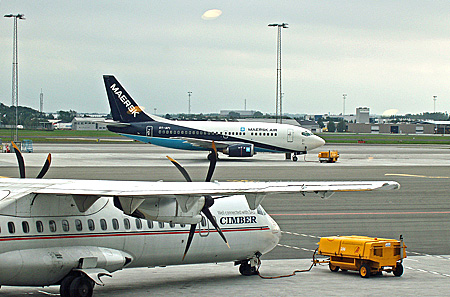
ボーイング737

- 737-500型機 - 5機
- 737-700型機 - 13機